# Gaston Amson
Gaston Marcel Amson, född 17 november 1883 i Paris, död 16 juli 1960 i Paris, var en fransk fäktare.
Amson blev olympisk silvermedaljör i värja vid sommarspelen 1928 i Amsterdam.